# Escritor de Canções
Escritor de canções é uma colectânea de temas ao vivo de Sérgio Godinho, lançada em 1990. 

## História do álbum
Foram 20 concertos na mesma sala - o Instituto Franco-Português, em Lisboa - subordinados ao mesmo conceito: o escritor de canções. Dessa temporada de espectáculos, onde músicas como "Balada da Rita" ou "Noite Passada" foram apresentadas sempre com uma formação de voz, guitarra, piano e baixo, nasceu o álbum Escritor de Canções.
Com direcção artística de Manuel Faria, dos Trovante, foi um sucesso de crítica mas não de vendas.

## Faixas
O album é composto pelas faixas: 
| Nº | Título                                                    | Duração |
| -- | --------------------------------------------------------- | ------- |
| 1  | Notícias locais                                           | 1:16    |
| 2  | A barca dos amantes (música de Milton Nascimento)         | 3:17    |
| 3  | As certezas do meu mais brilhante amor (Coisas do amor I) | 1:49    |
| 4  | Não vás contar que mudei a fechadura (Coisas do amor II)  | 1:28    |
| 5  | A Carolina - parto sem dor                                | 4:56    |
| 6  | Balada da Rita (do filme Kilas, o mau da fita)            | 3:13    |
| 7  | O fugitivo                                                | 4:15    |
| 8  | Emboscadas                                                | 2:56    |
| 9  | Lá em baixo                                               | 4:13    |
| 10 | A noite passada                                           | 3:33    |
| 11 | Eu contigo - Balada das Descobertas                       | 1:05    |
| 12 | Os demónios de Alcácer-Quibir                             | 2:20    |
| 13 | Ouro Preto (música de Milton Nascimento)                  | 3:00    |
| 14 | A carroça dos poetas                                      | 1:07    |
| 15 | Arranja-me um emprego                                     | 2:36    |
| 16 | Um tempo que passou (Letra de Chico Buarque)              | 2:52    |
| 17 | L'Âme des poètes (Letra e música de Charles Trenet)       | 2:13    |
| 18 | Circunvalação                                             | 2:07    |
| 19 | Lisboa que amanhece                                       | 4:21    |
| 20 | Notícias locais                                           | 1:23    |
| 21 | As horas extraordinárias                                  | 3:01    |
| 22 | É Terça-Feira                                             | 2:49    |